# Karridale
Karridale is een plaats in de regio South West in West-Australië.

## Geschiedenis
Karridale ontstond als een houtzagerij in 1884. M.C. Davies richtte de houtzagerij op omdat hij potentieel zag in de omliggende oerbossen met karribomen. In 1888 opende het Karridale schooltje. Op zijn piek telde het dorpje 300 mannen met hun gezinnen. Ze werkten in de bossen en in de houtzagerij van M.C. Davies' Karri and Jarrah Timber Company. 
Hout van de zagerij werd over sporen naar Hamelin Bay vervoerd. Davies had er een aanlegsteiger gebouwd. Een tweede aanlegsteiger in Flinders Bay meer zuidelijk diende om te kunnen laden wanneer het weer te slecht was in Hamelin Bay waar de kust westwaarts was gericht. Een hevige storm vernietigde de aanlegsteiger van Hamelin Bay in 1900. Samen met de gedecimeerde bossen door de hoge vraag naar hout voordien, veroorzaakte dit de neergang van de houtindustrie in Karridale in het begin van de 20e eeuw. De laatste zagerij werd gesloten in 1913. De streek had tussen 1900 en 1914 onder meer 17 miljoen dwarsliggers geleverd.
In de jaren 1920 vestigde groep 4 van het Group Settlement Scheme, ontwikkeld door premier Mitchell, zich in Karridale. Ongeveer twintig gezinnen ontvingen kavels van 65 hectare grond, een subsidie van 10 pond voor de aankoop van benodigdheden en een toelage van 10 shilling per dag. Zoals in vele andere gebieden waar het programma liep ervoeren de deelnemers serieuze moeilijkheden. Velen verlieten hun kavels, vooral tijdens de crisis van de jaren 30. In 1930 werd het programma officieel stop gezet.
Karridale was een stopplaats op de spoorweg van Busselton naar Flinders Bay die door de overheid werd uitgebaat van de jaren 1920 tot de jaren 1950.
In 1961 werd Karridale volledig verwoest door de brand die ook Dwellingup trof. Ook de historische hofstede van M.C. Davies brandde af. De schoorsteen van de houtzagerij overleefde de brand en er is een gedenkplaat op aangebracht. Een nieuw Karridale werd gebouwd ten noordoosten van het oude. Hoewel het dorp reeds van 1884 bestond werd het bestaan pas officieel in 1997. De naam is afgeleid van de Karridale Mill, de houtzagerij van Davies. Hij noemde zijn houtzagerij naar de karribomen die het verwerkte.

## Beschrijving
Karridale maakt deel uit van het lokale bestuursgebied (LGA) Shire of Augusta-Margaret River, waarvan Margaret River de hoofdplaats is.
In 2021 telde Karridale 317 inwoners.
Karridale heeft een gemeenschapszaal, de 'Karridale Hall'.

## Transport
Karridale ligt op het kruispunt van de Bussell Highway en de Brockman Highway, 250 kilometer ten zuiden van Perth en 14 kilometer ten noorden van Augusta.
De SW1-busdienst van Transwa doet Karridale elke dag aan.

## Galerij

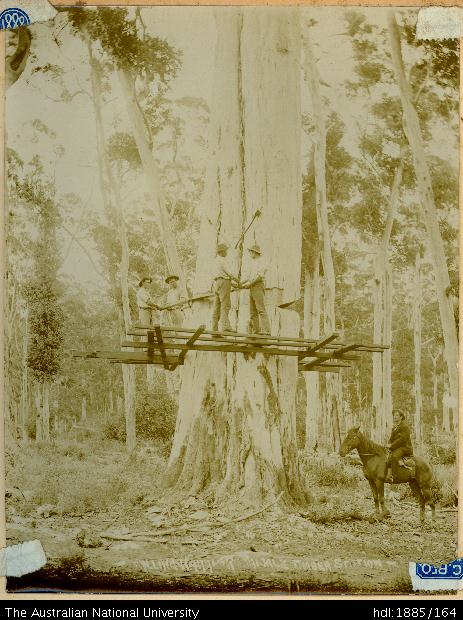
Karridale 1885
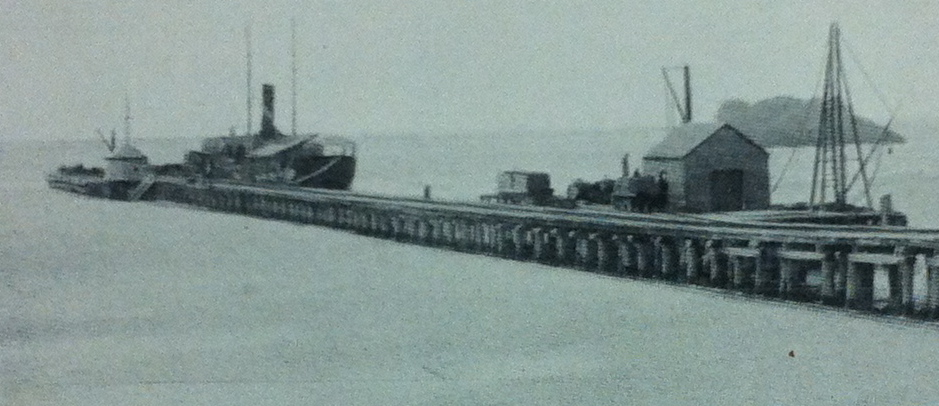
aanlegsteiger Hamelin Bay 1899
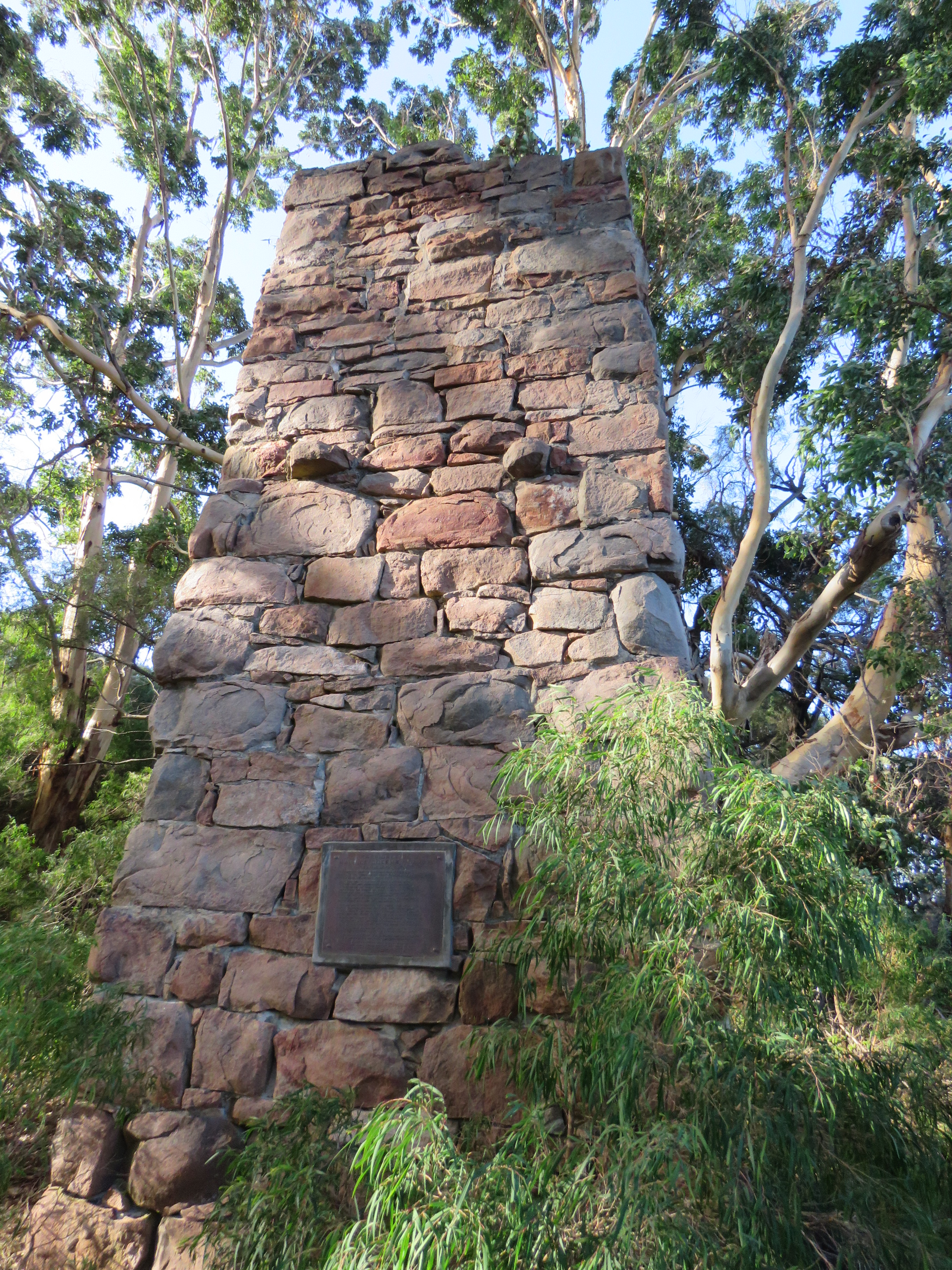
schoorsteen houtzagerij
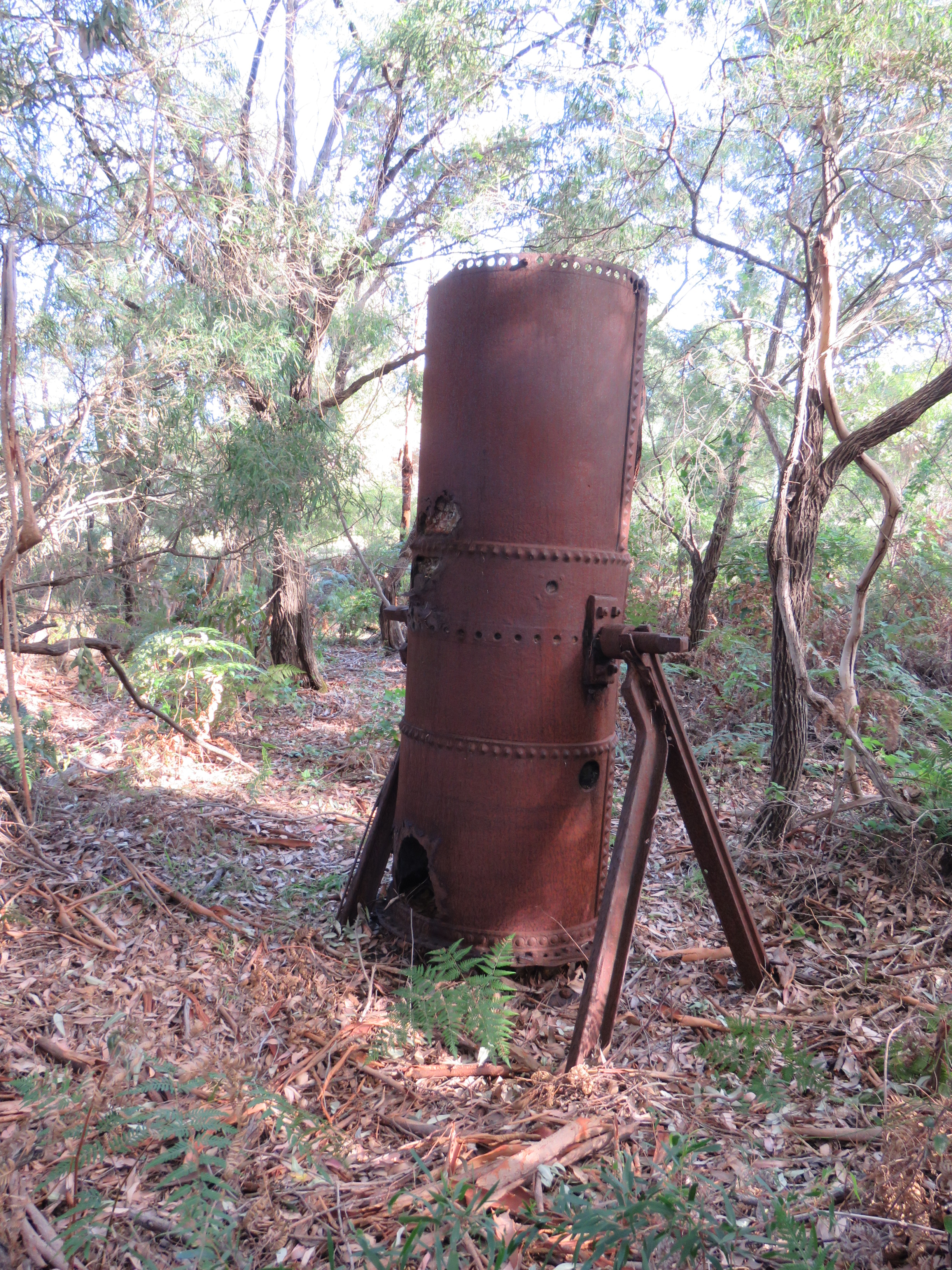
stoommachine
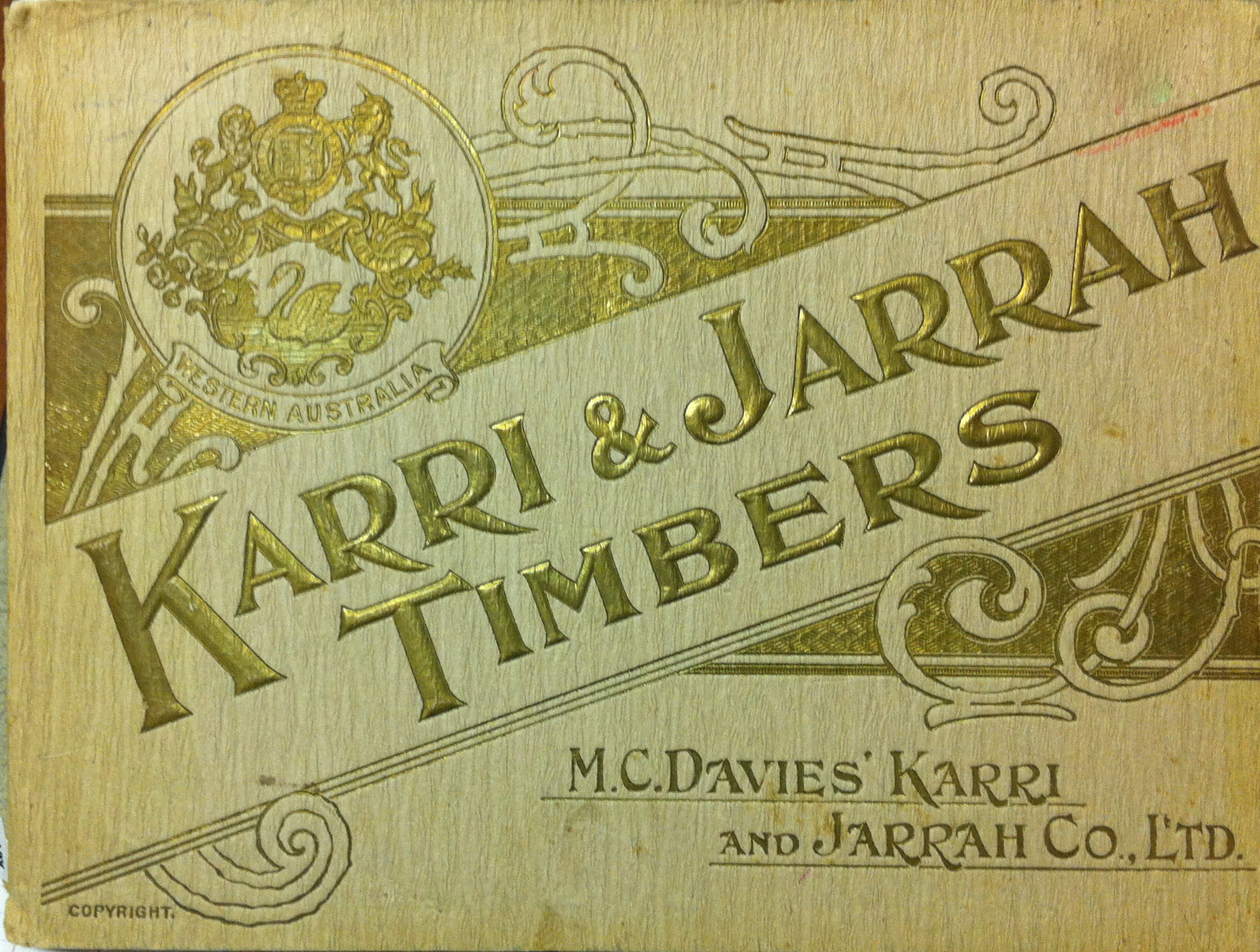
boekomslag houtzagerij

Acton Park · Alexandra Bridge · Allanson · Augusta · Balingup · Benger · Binningup · Boyanup · Boyup Brook · Bramley · Bridgetown · Brookhampton · Brunswick Junction · Bunbury · Burekup· Busselton · Capel · Carbunup River · Chowerup · Collie · Cookernup · Cowaramup · Cundinup · Dardanup · Deanmill · Dingup · Dinninup · Donnelly River · Donnybrook · Dunsborough · Elgin · Ferguson · Forest Grove · Forrest Beach · Gnarabup · Gracetown · Greenbushes · Harvey · Hester · Jardee · Jarrahwood · Karridale · Kirup · Kudardup · Kulikup · Ludlow · Manjimup · Margaret River · Mayanup · Metricup · Mullalyup · Myalup · Nannup · Northcliffe · Nyamup · Pemberton · Peppermint Grove Beach · Prevelly · Quindalup · Quinninup · Roelands · Rosa Brook · Shotts · Stratham · Uduc · Vasse · Walpole · Waterloo · Wilga · Windy Harbour · Witchcliffe · Wilyabrup · Wokalup · Wonnerup · Worsley · Yallingup · Yalup Brook · Yarloop · Yoongarillup · Yornup